# Ernst Melis
Ernst Melis (* 5. März 1909 in Kassel; † 31. August 2007 in Berlin) war ein deutscher Widerstandskämpfer in der Résistance und SED-Funktionär. Er war Vorsitzender des Verbands Deutscher in der Résistance, in den Streitkräften der Antihitlerkoalition und der Bewegung »Freies Deutschland« e. V. (DRAFD).

## Leben
Ernst Melis war der Sohn eines Schlossers. Er erlernte den Metallarbeiterberuf Dreher und wurde Mitglied des DMV. 1927 wurde er Mitglied im KJVD und in der KPD. Von 1928 bis 1930 war er Mitglied der KJVD-Reichsleitung. In dieser Zeit wurde er ebenfalls Mitglied der RGO, der Roten Hilfe Deutschlands sowie im Rotfrontkämpferbund.
Ab 1929 wurde er auch im geheimen Militärapparat der KPD aktiv, für den er 1932/33 illegale Arbeit in Hannover und Kassel leistete. Ab 1931 war er Leiter dieser KPD-Untergrundorganisation im Bezirk Hessen-Waldeck. 1931 wurde er in Kassel angeklagt wegen „Ermordung eines Schutzpolizisten“, aber mangels Beweise freigesprochen. Er wurde allerdings zu einem Jahr Gefängnis wegen „Landfriedensbruchs und Waffenbesitzes“ verurteilt und verbrachte den Jahreswechsel 1931/32 in Haftanstalten in Kassel und Wiesbaden.
1933 emigrierte er über Holland nach Frankreich. Von 1934 bis 1937 besuchte er die Internationale Lenin-Schule der Komintern und war dort Mitarbeiter der deutschen Sektionsleitung. Anschließend wurde er zur Redaktion der Deutschen Volkszeitung in Prag und Paris geschickt. 1940 wurde er auf Weisung der französischen Regierung interniert. Nach seiner Flucht aus dem Internierungslager gelang es ihm, Anschluss an die Résistance zu finden. Bis 1943 war er „illegal“ in Toulouse tätig und übernahm dann die Leitung der Zeitung Soldat am Mittelmeer, die in deutscher Sprache von der Résistance nach der Besetzung Südfrankreichs herausgegeben wurde für die Aufklärungsarbeit unter den Wehrmachtssoldaten. Ab September 1943 gehörte er zum Komitee „Freies Deutschland“ für den Westen (CALPO). Von 1943 bis 1947 war er zusätzlich zu seinen vorherigen Mitgliedschaften auch Mitglied in der FKP und in der französischen Gewerkschaft CGT. 1944/45 war er Redakteur der Zeitungen Unser Vaterland bzw. Volk und Vaterland.
Im Dezember 1947 kehrte Ernst Melis zurück nach Deutschland, wurde Mitglied der SED und war bis 1950 Lehrer, 1950/51 hauptamtlicher Parteisekretär an der Parteihochschule der SED. Ab 1951 wurde er hauptamtlicher Mitarbeiter beim ZK der SED und von 1958 bis 1989 war er Mitglied der Zentralen Revisionskommission der SED. Er war von 1951 bis 1957 Redaktionssekretär der Theorie-Zeitschrift Einheit. Von 1951 bis 1989 war er dort Mitglied des Redaktionskollektivs und von 1957 bis 1979 der stellvertretende Chefredakteur.
Von 1953 bis 1989 war er Mitglied der Zentralleitung des Komitees der Antifaschistischen Widerstandskämpfer der DDR. Nach der Umbenennung der SED in PDS 1990 blieb er weiterhin Mitglied. Er war Mitbegründer des Interessenverbands der Verfolgten des Naziregimes (IVVdN), 1992 Mitbegründer des DRAFD e. V.
Melis wurde, wie auch seine Frau Reina, geb. Wessels (1915 – 2001), in der Gräberanlage für Opfer des Faschismus und Verfolgte des Naziregimes auf dem Zentralfriedhof Friedrichsfelde beigesetzt.

## Auszeichnungen
- 6. Mai 1955: Vaterländischer Verdienstorden in Silber
- 1969: Vaterländischer Verdienstorden in Gold
- 1974: Ehrenspange zum Vaterländischen Verdienstorden in Gold
- 1979: Karl-Marx-Orden
- 1984: Stern der Völkerfreundschaft in Gold

## Melis Preis
Die Söhne von Ernst und Reina Melis, François und Charles Melis, unterstützen den antifaschistischen Jugendwettbewerb des Berliner Vereins Zivilcourage vereint e. V. und loben in jedem Jahr eine/n Teilnehmerin oder Teilnehmer aus. Dafür spenden sie aus dem Erbe der Eltern.